# Songs from the West Coast
Songs from the West Coast è il quarantaquattresimo album (il ventottesimo in studio) dell'artista britannico Elton John, pubblicato il 1º ottobre 2001.

## Il disco
È dedicato a Matthew Shepard, un ragazzo assassinato nel Wyoming a causa delle sue preferenze sessuali, e al piccolo Oliver Johnstone (figlio di Davey Johnstone), annegato nella piscina della sua casa.
Al tempo della pubblicazione di questo disco, l'attività di Elton non era più ben vista come una volta; infatti, le molte colonne sonore composte durante gli anni Novanta, i duetti improbabili contenuti in One Night Only (2000) e l'inadatta produzione di Chris Thomas, votata a un utilizzo eccessivo di elettronica (perfettamente notabile in album come The One e The Big Picture), avevano da tempo alienato alla rockstar i favori della critica e dei fans più accaniti, complice anche la distribuzione del singolo Candle in the Wind 1997. Occorreva quindi un album che, ispirandosi ai gloriosi anni Settanta, riconfermasse definitivamente le capacità musicali ed artistiche di Elton, per nulla tramontate ed anzi già espresse nella convincente The Road to Eldorado Soundtrack (2000). Per conseguire questo obiettivo, venne richiamato anche in studio lo storico batterista Nigel Olsson (che contribuì non poco al sound classico degli album eltoniani del periodo d'oro); gli arrangiamenti orchestrali sono inoltre opera di Paul Buckmaster, che aveva fornito il suo apporto ad album come Elton John (1970), Tumbleweed Connection (1970) e Madman Across the Water (1971). Fonte di ispirazione fu anche il disco Heartbreaker di Ryan Adams. Elton si espresse in questo modo: "Non volevamo tornare al passato, ma creare una semplicità diversa rispetto agli ultimi dischi. Una semplicità che si basasse sul pianoforte, che è presente nei dischi recenti ma non in modo così massiccio. Pianoforte, basso e chitarra registrati in analogico, canzoni dalla struttura semplice: così siamo partiti; poi, visto che il risultato era soddisfacente, abbiamo continuato. Siamo entrati in studio con 20 canzoni, ne abbiamo registrate 18, affinando molto il senso critico. L'anno scorso Bernie Taupin mi ha raggiunto nella mia casa di Nizza e lì abbiamo convenuto che la cosa migliore sarebbe stata realizzare un album di musica e di semplicità, traendo spunto da alcuni show per solo pianoforte, come quello di Lucca, due anni fa. I miei fans chiedevano da anni più pianoforte e meno sintetizzatori. Li ho accontentati. Il suono rimanda dunque agli anni Settanta, in qualche modo. Ma non vivo nel passato. Non ascolto i miei vecchi dischi, non ascolti i vecchi dischi degli altri. Mi lascio influenzare da nuovi artisti. La mia guida spirituale per il nuovo album è stato Ryan Adams con il suo album pubblicato l'anno scorso, “Heartbreaker”. Leggendo le note di copertina, scoprii che era stato registrato a Nashville in due settimane e pensai: “Anch'io facevo così, un tempo. Potrei farlo un'altra volta”. Ho voluto incontrare Ryan, ed è la prima persona che devo ringraziare per avermi ricordato il meglio di me. È paradossale, ma i nuovi artisti del presente mi ispirano a tornare al mio passato. Amo la tecnologia, ma a volte essa ti distrae e porta fuori strada. Quando abbandoni il pianoforte per il sintetizzatore, devi stare attento a non deragliare, perché poi tornare in carreggiata è dura. Io rimarrò fedele al vecchio pianoforte".
Da un punto di vista artistico, il risultato raggiunto fu notevole: la critica accolse molto calorosamente Songs from the West Coast, considerandolo uno dei migliori album mai registrati da Elton, se non il migliore. La convincente atmosfera pianistica in stile anni Settanta, molto ben prodotta da Patrick Leonard, si sposava alla perfezione con i testi di Bernie Taupin, che, come già sperimentato in The One, Made in England e The Big Picture, erano diventati più intimisti, riflessivi e maggiormente sensibili alle tematiche trattate (basti pensare ad American Triangle). Elton dichiarò: "Mi identifico in quasi tutte le canzoni del nuovo album, è vero, a partire dal primo singolo “I Want Love”, che oggi non mi appartiene più, ma che sembra disegnato sulla pelle dell'uomo che ero dieci o undici anni fa, prima di disintossicarmi. Ero disperato, volevo fortemente una relazione seria, ma al tempo stesso la rifiutavo, concentrandomi su storie di poco conto. Ne avevo paura. Come dicevo in una strofa, “ero un uomo che si sentiva morto in luoghi dove gli altri uomini si sentivano liberati”, disprezzavo l'amore pulito e normale ma temevo di subire un'altra scottatura se fossi rimasto sul “lato selvaggio” della vita. L'unica canzone che non sento completamente mia è “Mansfield”, che racconta del luogo dove Bernie e sua moglie s'incontrarono dieci anni fa. Ma lei la conoscevo bene, dunque è come l'avessi scritta io. Bernie mi ha dato 70 testi, ho musicato quelli che avrei voluto scrivere io stesso. Non mi sarei accontentato, stavolta, di testi obliqui e oscuri; volevo fossero passionali e appassionati, con un filo rosso di determinazione che attraversa tutto il lavoro. C'è un senso, nel cammino. Il primo brano è “The Emperor's New Clothes”, dove si racconta di me e di Bernie agli inizi, quando scommettevamo sulle nostre vite e sui cavalli e vivevamo come se la notte non dovesse finire; l'album si chiude con la fine dell'ultimo matrimonio di Bernie".
Songs from the West Coast ebbe inoltre un buon successo presso il grande pubblico, raggiungendo la numero 2 in patria e la numero 15 negli Stati Uniti (in Italia si posizionò al terzo posto in classifica). Vennero estratti tre singoli: I Want Love (nominata al Grammy), This Train Don't Stop There Anymore e Original Sin.
Famosa risulta inoltre essere la copertina dell'album, apribile, che ritrae un Elton spaesato in un ristorante della costa occidentale degli Stati Uniti (il titolo del CD significa infatti Canzoni (Provenienti) Dalla Costa Occidentale), il famoso Rae's Restaurant di Los Angeles (dove era stato peraltro girato il film Una vita al massimo; nel 2005, inoltre, anche una scena di Lords of Dogtown si svolgerà nel locale). Nella cover, è possibile notare David Furnish (compagno e futuro marito della rockstar) e Bob Halley (un membro della compagnia eltoniana).
Nel 2002 è stata pubblicata un'edizione speciale di Songs from the West Coast, contenente un CD bonus.

## Tracce
Tutti i brani sono stati composti da Elton John e Bernie Taupin.
1. The Emperor's New Clothes – 4:28
2. Dark Diamond – 4:26
3. Look Ma, No Hands – 4:22
4. American Triangle – 4:49
5. Original Sin 4:49
6. Birds – 3:51
7. I Want Love – 4:35
8. The Wasteland – 4:21
9. Ballad of the Boy in the Red Shoes – 4:52
10. Love Her Like Me – 3:58
11. Mansfield – 4:56
12. This Train Don't Stop There Anymore – 4:39

### Brani contenuti nel disco bonus dell'edizione speciale del 2002
1. Your Song (con Alessandro Safina) – 4:21
2. Teardrops (con Lulu) – 4:46
3. The North Star – 5:32
4. Original Sin (Junior's Earth Mix) – 3:55
5. Your Song (con Alessandro Safina) (Almighty Mix - Edit) – 4:31
6. I Want Love – videoclip
7. This Train Don't Stop There Anymore – videoclip
8. Your Song (con Alessandro Safina) – videoclip

### Brani esclusi dall'album
1. The North Star
2. God Never Came Here
3. Did Anybody Sleep with Joan of Arc

## Formazione
- Elton John: voce, pianoforte, harmonium
- Nigel Olsson: batteria, cori
- Patrick Leonard: organo Hammond B3, mellotron
- Matt Chamberlain: batteria
- Bruce Gaitsch: chitarra acustica
- Dave Glover: basso
- Rusty Anderson: chitarra elettrica, bouzouki
- Paul Bushnell: basso, cori
- Davey Johnstone: chitarra, cori, mandolino
- Stevie Wonder: clavinet, armonica a bocca
- Billy Preston: organo Hammond B3
- Jay Bellerose: percussioni
- David Channing: chitarra, dobro
- Kudisan Kai, Gary Barlow, Tata Vega: cori